# أول كنيسة إنجيلية أرمنية
الكنيسة الأرمنية الإنجيلية الأولى بالأرمنية (Հայ Աւետարանական Ա. Եկեղեցի)  أول كنيسة تأسست في  لبنان  على يد الأرمن الإنجيليين في شهر شباط عام 1922. تقع الكنيسة في قلب بيروت في شارع المكسيك في منطقة القنطاري، وتعمل على خدمة  المجتمع الأرمني  من خلال خدمات العبادة وتقديم الدعم لكلية Yeprem and Martha Pilibossian الأرمنية الإنجيلية منذ عام 1943. وقسها الحالي هو القس هراير تشولاكيان.

## الخلفية التاريخية

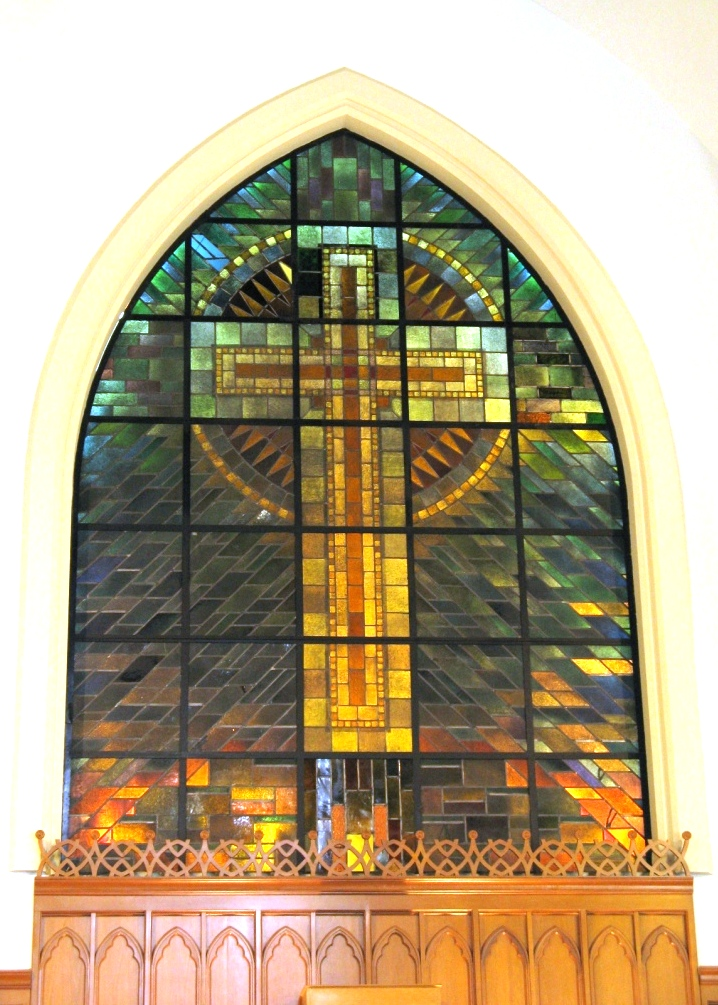
الصليب داخل الكنيسة

عقد الكثير من الأرمن الإنجيليين الذين استقروا في بيروت خلال الأعوام 1914-1918 خدمات العبادة في قاعة ديل التذكارية للبعثة المشيخية. وفي شهر شباط من العام 1922، تم انتخاب مجلس للكنيسة لتكون أول خطوة نحو تأسيسها. وبين الأعوام 1922-1926، كان الكثير من اللاجئين الأرمن الذين نجوا من الإبادة الجماعية قد استقروا في بيروت وعاشوا في ضواحيها في ظروف معيشية سيئة جدًا. ووصل عدد الإنجيليين في ذلك الوقت إلى 2000، وعدد الاشخاص التواصليين إلى 670. كان هناك كنيستان تعملان لبعض الوقت تحت اسم الكنيسة الأرمنية الإنجيلية الأولى، حيث كانت الأولى في شرق بيروت والثانية في غربها. وفي العام 1926، بدأت الكنيستان العمل بشكل مستقل عن بعضهما البعض، وانتقلت الكنيسة التي تعمل في ضواحي بيروت في وقت لاحق إلى منطقة الأشرفية. ضمت الكنيسة الأرمنية الإنجيلية الأولى ما مجموعه 103 عائلة (488 فردًا) و 150 من الأفراد التواصليين. وحتى العام 1949، قاموا بخدماتهم في أماكن مختلفة، واشترت الكنيسة في ذلك العام عقارًا في شارع المكسيك واستغرق بناؤها قرابة 10 سنوات.

## تواريخ مهمة في تاريخ الكنيسة
- أوائل القرن التاسع عشر: استقرت العائلات الأرمنية في بيروت.

- 1848: 5 من أصل 27 من أعضاء الكنيسة الإنجيلية العربية في بيروت هم  من أرمن.

- 1914-1918: إقامة خدمات العبادة في قاعة ديل التذكارية.

- شباط من العام 1922: انتخاب الدكتور هـ.صليبيان والقس ب.قادزاجيان وس.ككيشيريان ول.صليبيان من أجل تشكيل مجلس الكنيسة.

- 19 شباط 1922: أصبح القس ينوفك حدادين قس للكنيسة.

- تموز من العام 1922: انتخبت الكنيسة شماسيها، وهما السيد السيد ميناس فارديان والسيد السيد ديكران جولسريان.

- تشرين الأول من العام 1922: تم افتتاح المدرسة.

- 1922-1926: عملت كنيستان تحت اسم الكنيسة الإنجيلية الأرمنية الأولى.

- 1925: تشكلت جمعية كريستيان إنديفور للصغار والكبار، وترأسها القس س. مانوجيان.

- 1926: انفصال الكنيستين.

- 1927: أصبح القس ينوفك جوكيجزيان قسًا للكنيسة.

## قساوسة الكنيسة عبر السنوات
القساوسة الذين خدموا الكنيسة هم:
- القس يينوفك حديديان (1922-1926)

- القس يينوفك غويكيجيان (1927-1946)

- القس غارابيد تيلكيان (1946-1967)

- القس روبرت سركيسيان (مساعد 1967-1970)

- القس سوجومون نويوجوكيان (1967-1974)

- القس أرداشيس كربابيان (1974-1976)

- القس مانويل جينباشيان (1978-1979)

- القس هوفهان كارجيان (1979-1988، 1991-1995)

- القس هاكوب ساغريان (1988-1991)

- القس هوفهان سيفادجيان (1995-2005)

- القس هاكوب سركيسيان (2007-2010)

- القس هراير تشولاكيان (2011 -...)

## مجموعات الشباب والجمعيات
تضم الكنيسة الإنجيلية الأرمنية الأولى جمعية السيدات ومجموعات الشباب للصغار وكبار السن بالإضافة إلى مدرسة يوم الأحد منذ تأسيسها. في السنوات الأخيرة، ظهرت مجموعتان جديدتان هما: مجموعة الأزواج الشباب التي تجتمع كل شهرين وتنظم الأنشطة والجمعية الثقافية الإنجيلية الأرمنية التي تأسست في تاريخ 5 تشرين الأول عام 2006 بواسطة مجموعة من الشباب من الكنيسة الأرمنية الإنجيلية الأولى، وتعمل هذه الجمعية على  سد النقص في تنظيم الأنشطة الثقافية والاجتماعية والرياضية والسياسية ذات الصلة بمجتمع الكنيسة الإنجيلية الأرمنية الأولى. والأعضاء المؤسسون لها هم: لودر أرتينيان وشوشان أرتينيان وآرا كوجاديان وروزي سيليان وأرمينيا وايجيان.
تعمل الجمعية الثقافية الإنجيلية الأرمنية رسميًا  تحت رعاية الكنيسة الإنجيلية الأرمنية الأولى في مقرها. ولدى الجمعية دستورها ولوائحها الداخلية وشعارها: "أن يكون يعني أن تجرؤ، وأن تجرؤ يعني أنك موجود"'. تجتمع الجمعية بانتظام لمناقشة الموضوعات المختارة، وتنظم الأحداث العامة مثل المناقشات العامة والفعاليات الرياضية والتجمعات وغيرها. كما أنها تعمل على نشر نشرة إخبارية خاصة بها  مرتين في السنة، وتتضمن النشرة أخبارًا تتعلق بالمجتمع الإنجيلي الأرمني وإجراء مقابلات مع شخصيات مشهورة من الإنجيليين ومن يخدمون المجتمع الإنجيلي.

## رواربط خارجية
- Facebook
- Official blog site